# Microrégion des Lençois Maranhenses

Localisation de la microrégion des Lençois Maranhenses

La microrégion des Lençois Maranhenses est l'une des six microrégions qui subdivisent le nord de l'État du Maranhão au Brésil.
Elle comporte 6 municipalités qui regroupaient 147 894 habitants en 2006 pour une superficie totale de 10 680 km2.

## Municipalités
- Barreirinhas
- Humberto de Campos
- Paulino Neves
- Primeira Cruz
- Santo Amaro do Maranhão
- Tutóia